# Östen Warnerbring
Östen Warnerbring (født 22. november 1934 i Malmø, død 18. januar 2006 de Kanariske Øer) var en svensk sanger, musiker, tekstforfatter og komponist.
Han begyndte sin karriere i 1950'erne og blev for alvor kendt og populær op gennem 1960'erne og 1970'erne.
Blandt hans største hits kan nævnes Du borde köpa dig en tyrolerhatt, En röd blomma till en blond flicka, Glöm ej bort det finns rosor og Det var en lördagsafton. Sidstnævnte sang bruger melodien til Det var en lørdag aften og omhandler Warnerbrings oplevelse af aftenen den 4. maj 1945, da han så danskerne bryde mørkelægningen, efter at de tyske besættelsestropper havde overgivet sig.
Warnerbring formåede også at kvalificere sig til Det internationale Melodi Grand Prix i 1967, hvor sangen Som en dröm endte på 8. pladsen. I 1970'erne vandt han et stort publikum i Danmark, og optrådte en del med Daimi.
Han døde på et hotel på De Kanariske Øer, hvor han skulle have optrådt.